# هگل و هستی‌شناسی قدرت
هگل و هستی‌شناسی قدرت: ساختار سلطهٔ اجتماعی در سرمایه‌داری کتابی است از آرش اباذری که در سال ۲۰۲۰ منتشر شد. نویسنده در این کتاب سعی دارد روایتی از فلسفه اجتماعی و سیاسی هگل با تمرکز بر علم منطق، به‌جای فلسفه حق که در تفاسیر لیبرال رایج است، ارائه دهد. این کتاب با ترجمهٔ حسین نیکبخت در سال ۱۴۰۱ به زبان فارسی منتشر شده است.

## نقد
این کتاب از سوی تونی اسمیت، جیک مک‌نالتی، آلگرا د لورنتیس، ناهوم براون، برنارد فرو، ماریو آگوییریانو بنیتز، مارکوس گانته، سیور سندویک ستروم، و شهریار خسروی مورد نقدوبررسی قرار گرفت. برخی نقدها با پاسخی از سوی اباذری همراه شد. این کتاب همچنین نقدهای کوتاهی از برایان اوکانر و تاد هدریک دریافت کرد.